# Funktionalism (arkitektur)

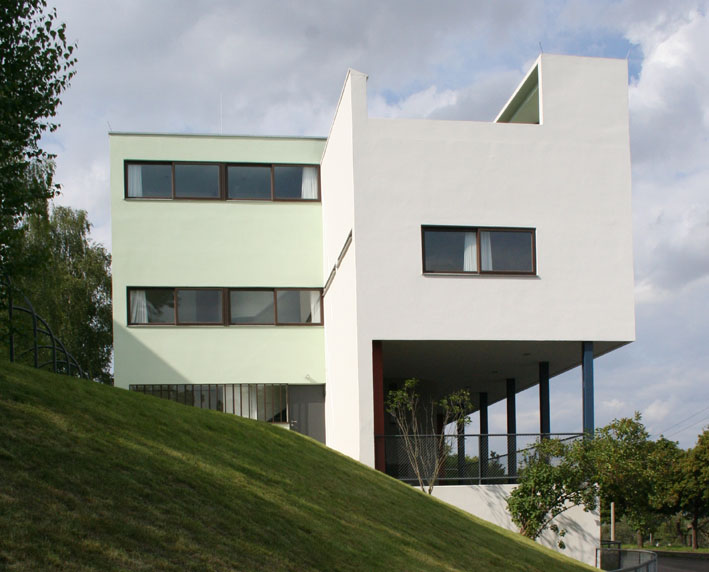
Exempel på funktionalistisk arkitektur:
Le Corbusiers hus i Weissenhofsiedlung, Stuttgart, 1927.

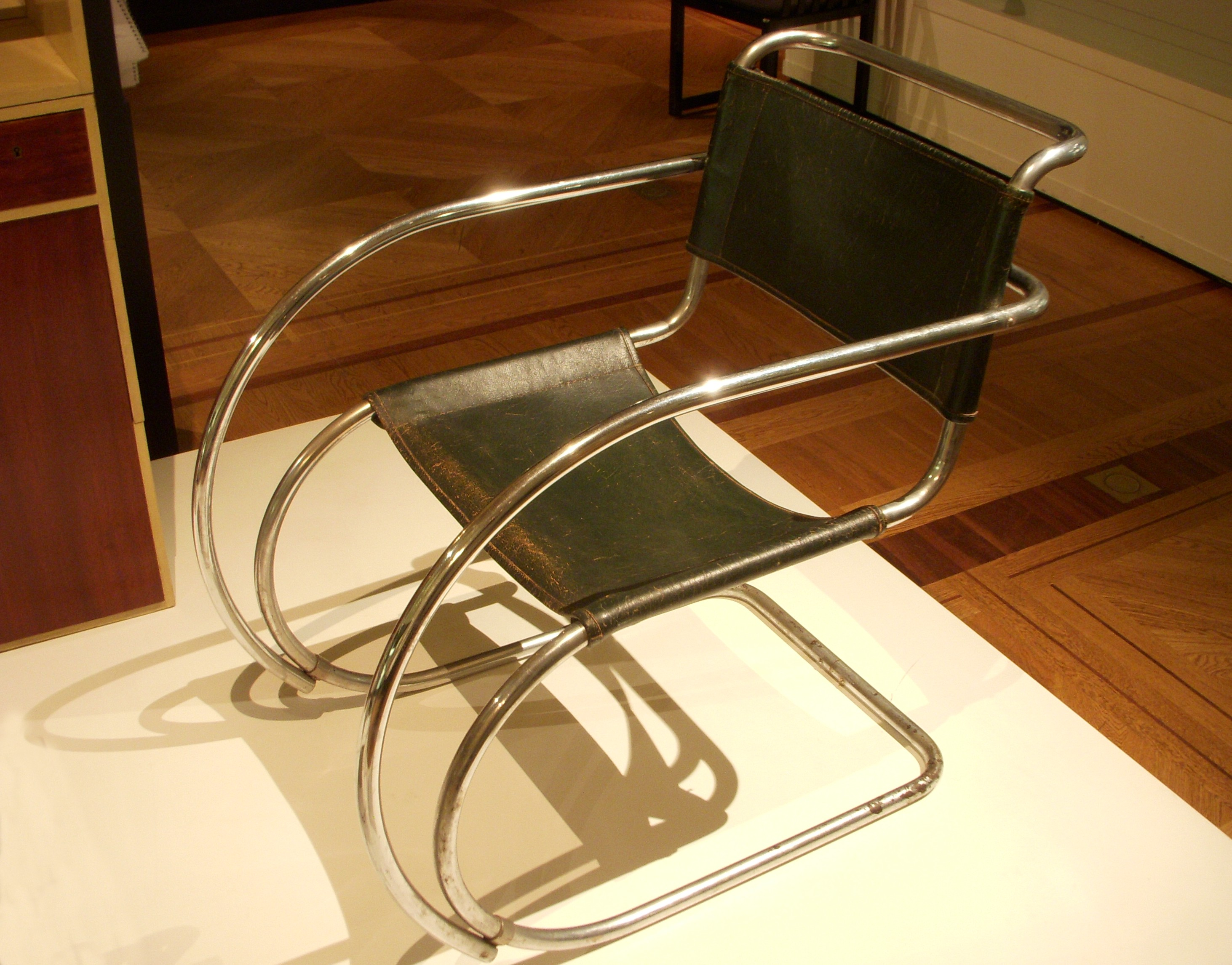
Exempel på funktionalistisk formgivning:
Mies van der Rohes karmstol, 1927.

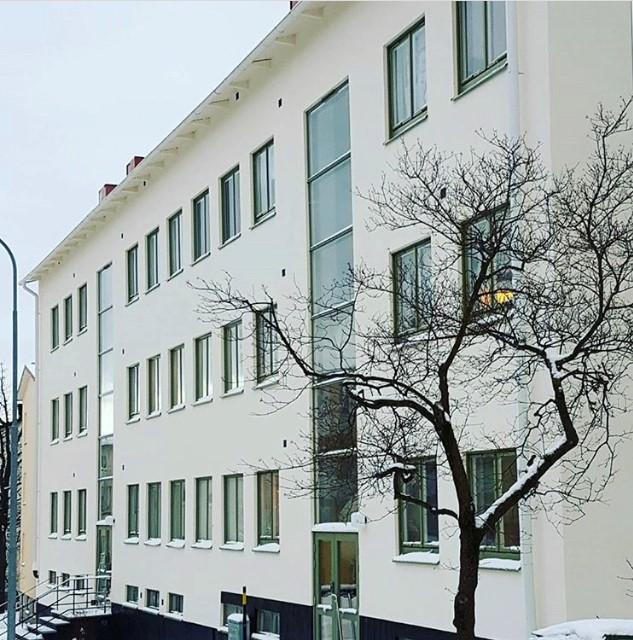
Smalhus ritat av Lennart Bergvall 1939, Per Lindeströms väg 88–90, Hammarbyhöjden.

Funktionalism (av latin: fungor, "utföra", "fullborda"), vardagligt även funkis, är en radikal stil inom arkitektur, stadsbyggnadskonst och formgivning som formades i Europa främst under 1920- och 30-talet. Benämningen används ibland för hela den moderna epoken fram till postmodernismens genombrott under 1970-talet. Stockholmsutställningen 1930 betraktas allmänt som genombrottet för den funktionalistiska stilen i Sverige.
Funktionalismen är en av modernismens olika yttringar. Arkitekter runt om i världen började under 1920-talet använda helt nya formspråk och förkastade därmed helt traditionellt arkitekturtänkande och de historiska stilarna. Byggnader skulle enligt de funktionalistiska doktrinerna utformas helt och hållet utifrån sin funktion; att som tidigare komponera och smycka ut fasader med klassiska förebilder ansågs förlegat. De nya husen fick släta, ljusa, oftast putsade och odekorerade fasader, platta tak och lådaktiga volymer uppbyggda av grundläggande geometriska former (kub, rätblock, cylinder etc).
Från arkitekturen spred sig den funktionalistiska idén till gestaltningen av bruksföremål som möbler, glas, keramik, metall, textil och slutligen till industridesignen. Många föremål har blivit klassiker, exempelvis Wilhelm Wagenfelds bordslampa WG 24 eller Ludwig Mies van der Rohes och Marcel Breuers berömda stålrörsmöbler.

## Historik

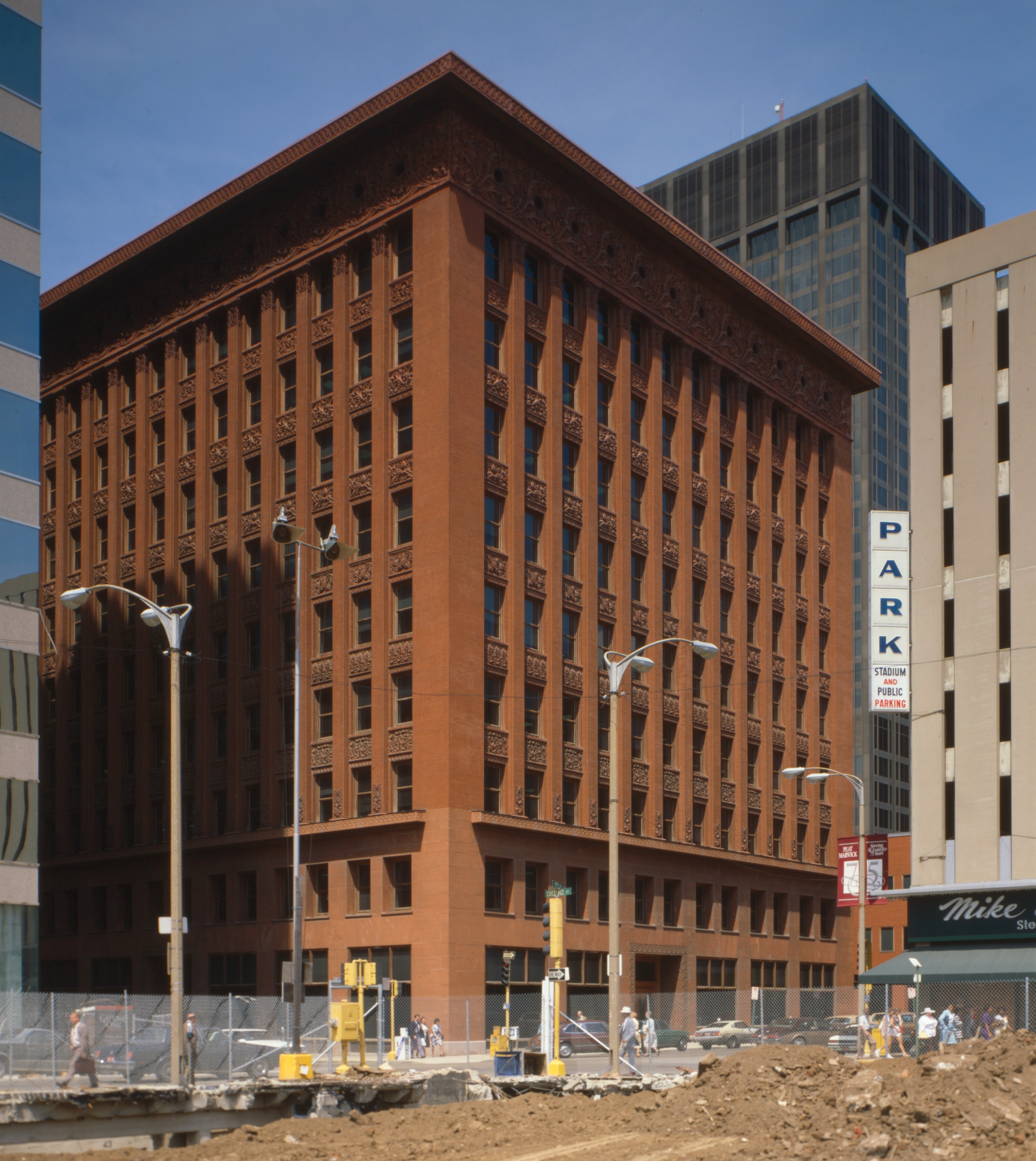
Wainwright Building i St. Louis, Louis Sullivan, 1891.

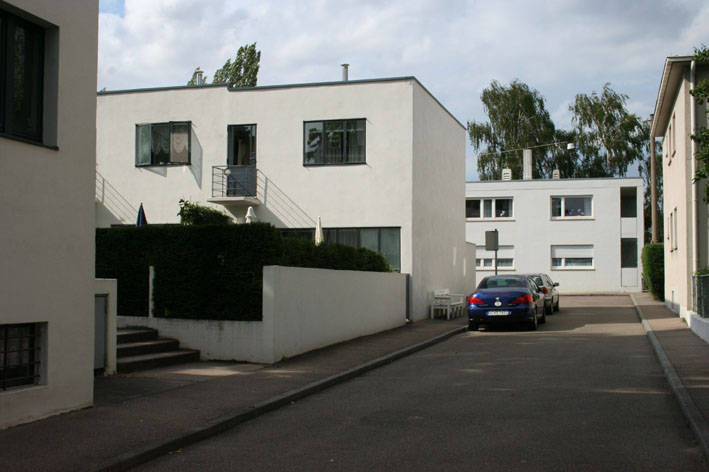
Gatuvy i Weissenhofsiedlung, med radhus av Mart Stam till vänster (1927).

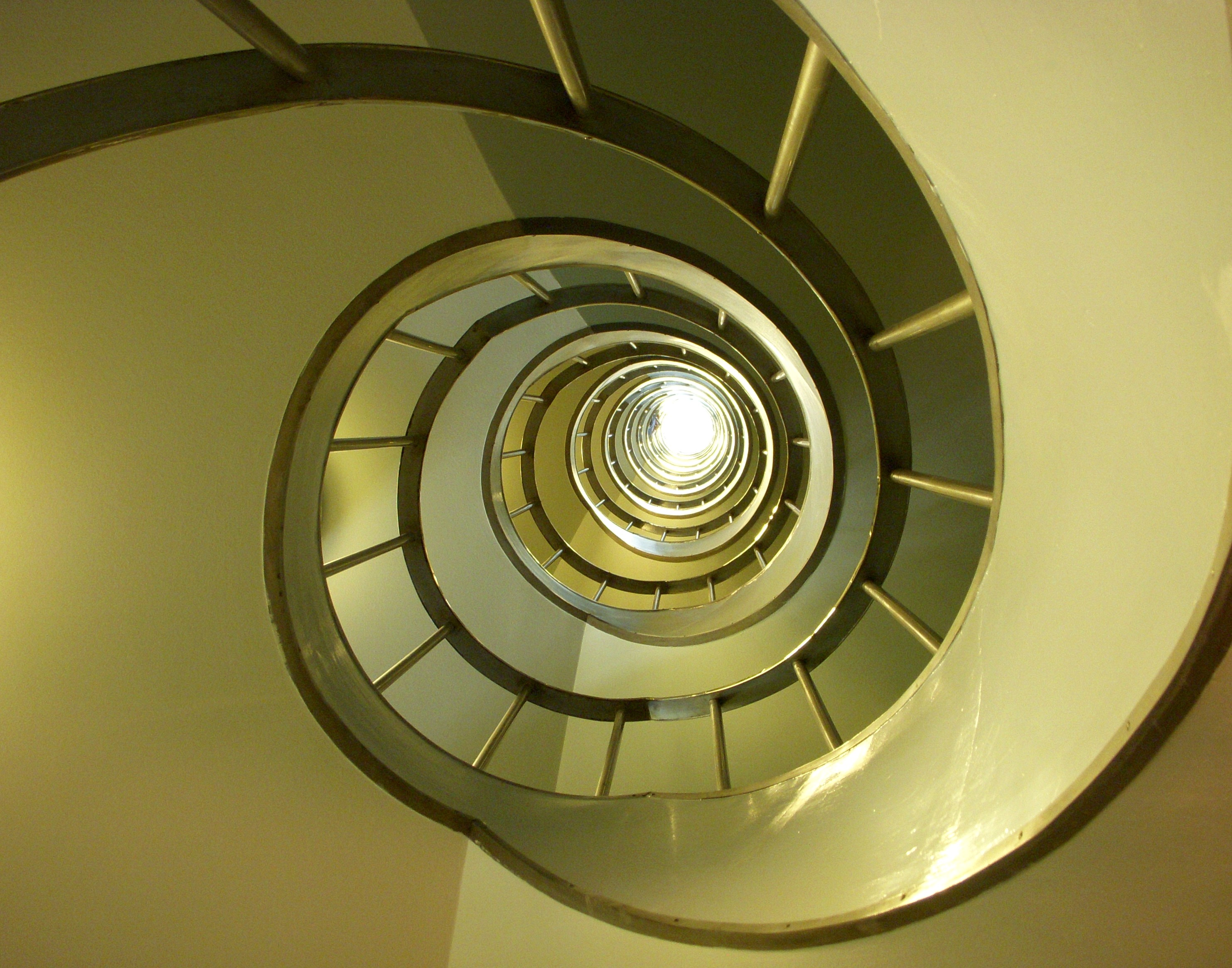
Funktionalistisk formgivning: Ivar Tengboms spiraltrappa i Esselte-huset, Stockholm, 1928-34.

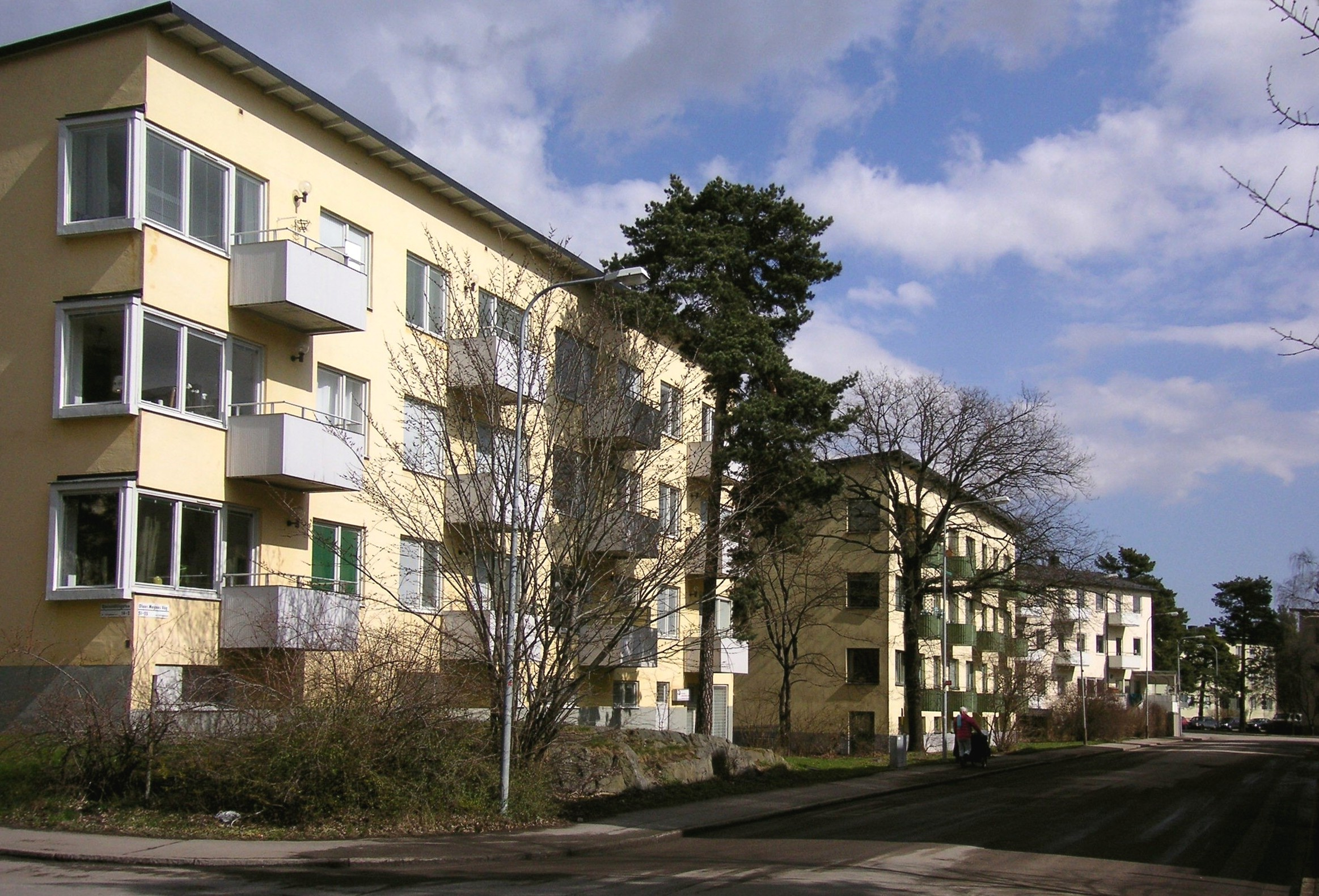
Smalhus i Hammarbyhöjden, Stockholm, 1940-tal.

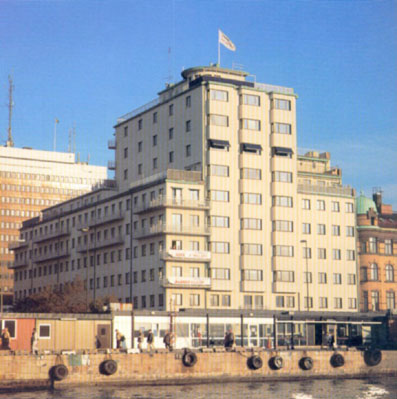
Kolgahuset, Malmö, Carl-Axel Stoltz, 1934.

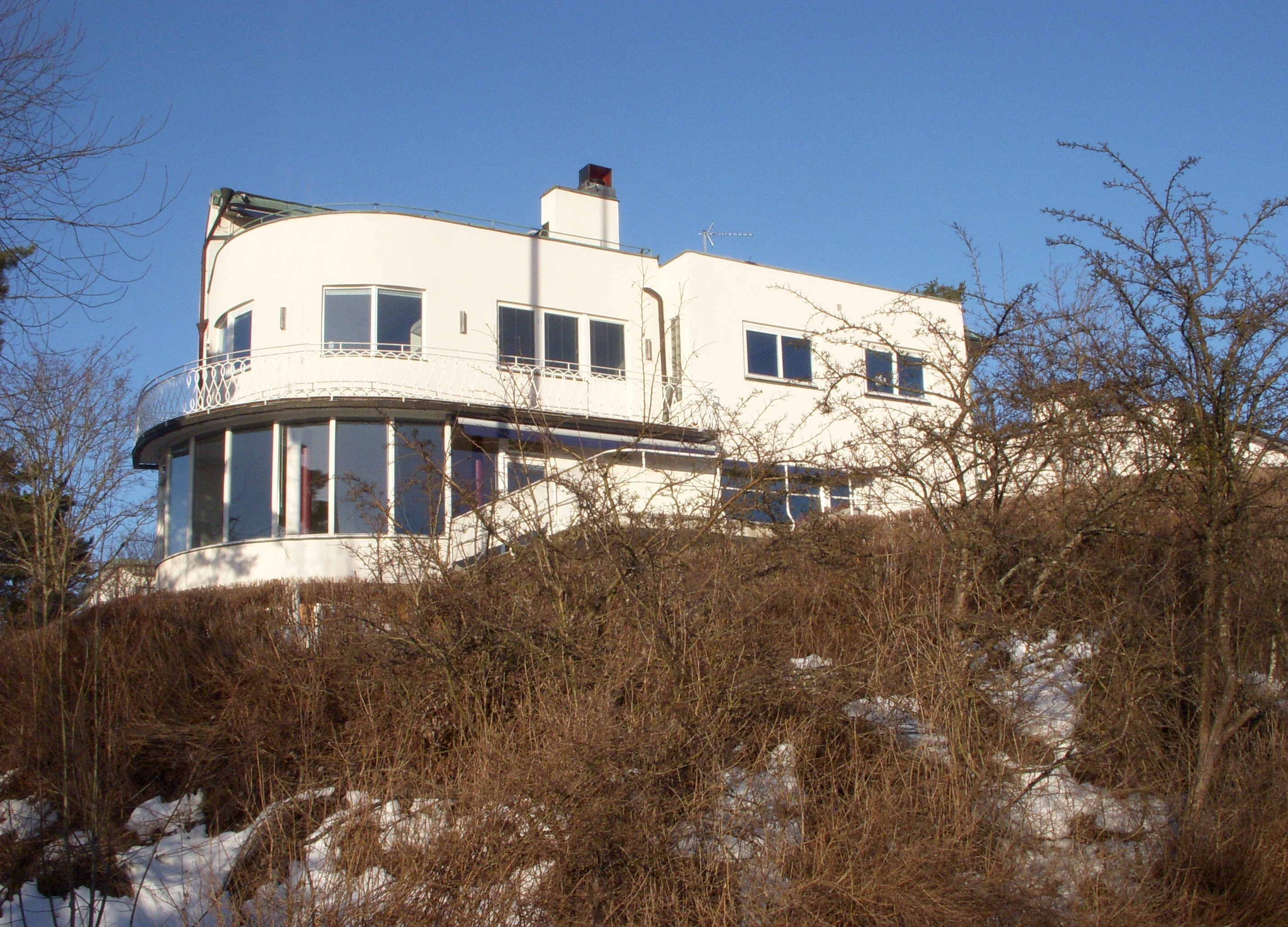
Villa i Södra Ängby, Stockholm, Björn Hedvall, 1938.

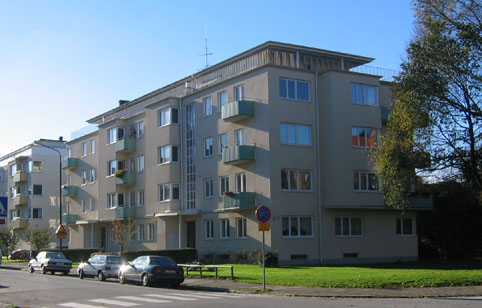
Flerbostadshus, Malmö, Tage Møller, 1938.

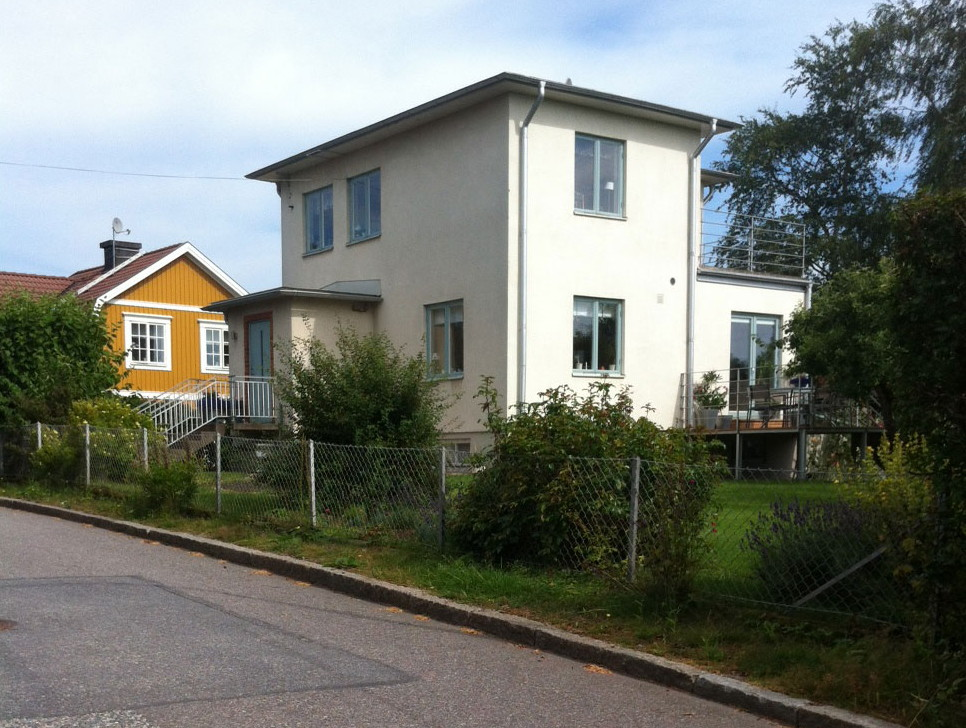
Funkisvilla i Örby villastad, Stockholm, 1930-tal.

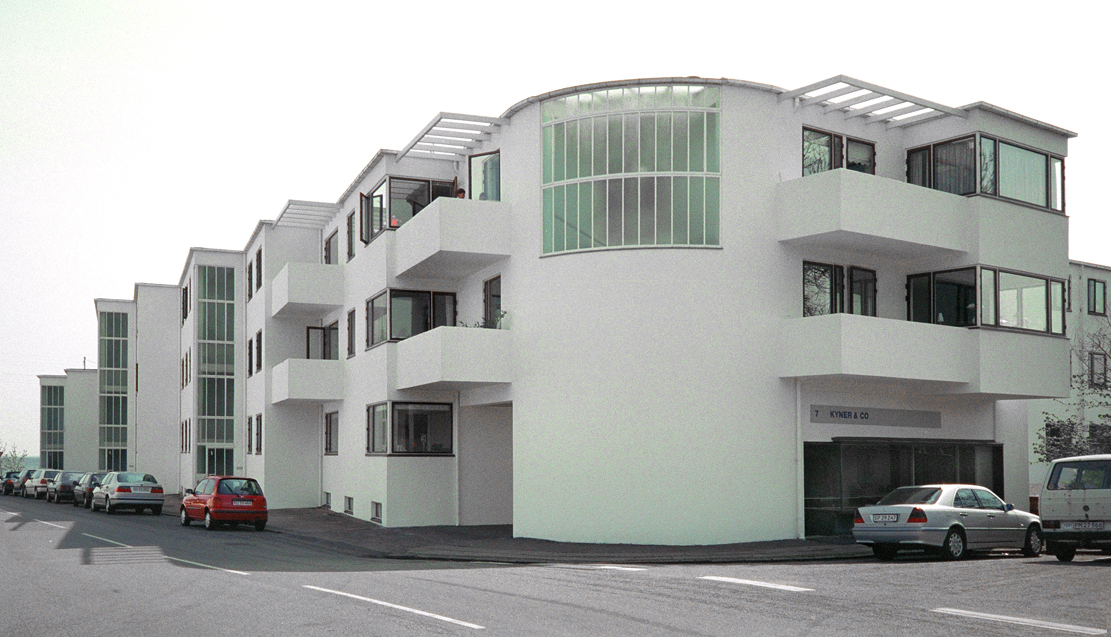
Bellavista, Klampenborg utanför Köpenhamn (norra fasaden), Arne Jacobsen, 1932.

Första världskriget var en sorts vattendelare för Europas konst och design. Den lekfulla jugendstilen var inte längre en arkitektur- eller designrörelse utan mera en modestil, som dessutom ansågs föråldrad. "Form follows function" (formen följer funktionen) myntades redan kring sekelskiftet 1900 av den amerikanske arkitekten Louis Sullivan och fick genomslagskraft inom arkitektur och design på 1930-talet. Teorin bakom tesen var att det egentligen inte fanns några estetiska problem i sig. Formgivarens uppgift var att hitta den inneboende funktionen, så skulle den yttre formen ger sig själv. Louis Sullivan menade exempelvis att utsidan av en kontorsbyggnad skulle spegla dess inre struktur och dess inre funktioner (exempel Wainwright Building). Sullivans teori innebar emellertid inte, att byggnader eller föremål skulle vara totalt avskalade och helt rensade från utsmyckning eller ornament. På så vis har tesen ibland feltolkats. Prydnad, där det används, måste härledas från naturen, i stället för från klassisk arkitektur från det förflutna.
Funktionalismen inom arkitekturen var född och spred sig därifrån till gestaltningen av bruksföremål som möbler, glas, keramik, metall, textil och slutligen till industridesignen. Till pionjärerna från tiden omkring sekelskiftet 1900 brukar man också räkna exempelvis Charles Rennie Mackintosh i Skottland, Otto Wagner i Österrike, Peter Behrens i Tyskland, Auguste Perret i Frankrike, Frank Lloyd Wright i USA. I Tyskland grundades 1919 Bauhausskolan av Walter Gropius i Weimar, en experimentskola för arkitekter, formgivare och hantverkare, som skulle inspirera hela Europa med sina idéer om form och funktion. En viktig del i formgivningsideologin som Bauhaus förmedlade var "trohet mot materialet" och att föremålets utseende skulle bestämmas av dess konstruktion och funktion.

## Förgrundsgestalter
De två tyska arkitekterna Walter Gropius och Ludwig Mies van der Rohe var tillsammans med schweizaren Le Corbusier den tidiga modernismens främsta företrädare och förespråkare. Gropius var under 1920-talet ansedd som en av Tysklands ledande arkitekter. Han hade gjort sig bekant då han i funktionalistisk stil 1911 ritat en skolästfabrik i Alfeld an der Leine söder om Hannover. Mies van der Rohe var 1927 organisatör av bostadsutställningen Die Wohnung i Stuttgart, den funktionalistiska moderna arkitekturens första stora manifestation. Den kom att bli känd som Weissenhofutställningen efter platsen där den ägde rum. Utställningshusen var permanenta och hade ritats av de främsta funktionalistiska arkitekterna från flera olika länder. 
En av deltagarna på Weissenhofutställningen var Le Corbusier. Han hade fått stor uppmärksamhet med en paviljong som kallades Esprit Nouveau vid den stora arkitektur- och konsthantverksutställningen i Paris 1925. Några år senare uppfördes ett av hans mest berömda hus utanför Paris, Villa Savoye, en ultramodern skapelse som väl speglade arkitektens ideal: hus skulle vara upplyfta på pelare, ha takterrass, fri planlösning och fönsterband. Le Corbusiers skrifter och byggnader kom att bli mycket betydelsefulla som inspirationskällor för arkitekter runt om i världen.
När nazismen före och under andra världskriget hindrade utvecklingen i Tyskland och de ockuperade nordiska länderna, kunde rörelsen arbeta vidare i bland annat Sverige. Walter Gropius och Ludwig Mies van der Rohe flyttade under denna tid till USA, efter påtryckningar av nazisterna i Tyskland.

## Idéer

### Form och ideologi
De funktionalistiska idéerna omfattade strängt taget ett program för att förändra världen, från samhällssystemet till stadsplanering, arkitektur, möbler och vardagsföremål i hemmet. Det fanns en stark tilltro till utveckling och framåtskridande. Bilden av framtiden var ljus och positiv. Tankarna byggde på övertygelsen att man genom rationellt tänkande och logisk problemlösning skulle kunna skapa bättre levnadsvillkor för människorna. Många funktionalistiska arkitekter stod politiskt på vänsterkanten och menade att yrkeskåren borde ta ett större socialt ansvar. Arkitektens uppgift skulle främst vara att arbeta för att alla människor fick en god bostad och en bra livsmiljö. I boken La Maison des hommes skrev Le Corbusier att bostäderna och städerna "var för religionen, borgerskapet, kungahuset. De var inte för människan."  
I enlighet med strävandet efter saklighet och strikt ändamålsenlighet behövde man inte smycka ut byggnadernas fasader. Att ornamentera ansågs inte bara vara onödigt utan också falskt och sentimentalt. En funktionalistisk etik växte fram där anspelningar på historisk arkitektur och utsmyckningar var förbjudna. Maskiner och båtar kunde fungera som förebilder eftersom de utformades ändamålsenligt utan utsmyckning. Le Corbusier nämner "maskiner att bo i".
För att få in mycket ljus i lägenheterna var idealet att bygga så kallade smalhus, det vill säga hus som bara var åtta till tio meter djupa. Smalhusen utgjorde stommen i det svenska bostadsbyggandet under framförallt 1930- och 40-talet. Idén hade svenska arkitekter hämtat främst från 1920-talets Tyskland där arkitekter som Walter Gropius och Bruno Taut ritade funktionella minimibostäder, som skulle vara billiga att bygga och att bo i. Kännetecknande är bland annat att smalhusen vanligtvis saknar vindsvåning och täcks av ett ganska flackt sadeltak eller pulpettak, har slätputsade fasader i ljusa färger eller murade med fasadtegel, stora fönsterrutor utan spröjs, balkonger samt badrum i lägenheten, centralvärme och sopnedkast. "Hygieniska bostäder" var en av reaktionerna på diskussionen om trångboddhet och osunt boende som pågick i Sverige och kulminerade i debattboken Kris i befolkningsfrågan (1934) av Alva och Gunnar Myrdal.
En annan svensk debattskrift som argumenterade för den nya tidens funktionalistiska formspråk var boken acceptera, publicerad 1931. Den behandlade arkitektur, bostadsfrågor, stadsplanering och även funktionalism som en livsåskådning. Författarna var Svenska Slöjdföreningens direktör Gregor Paulsson och arkitekterna Sven Markelius, Uno Åhrén, Gunnar Asplund, Eskil Sundahl och Wolter Gahn. De menade bland annat att det gamla skönhetsbegreppet med "påklistrade" och "oärliga" detaljer var ett hinder i strävan att minimera byggkostnader. Att dölja en modern konstruktion bakom en historisk form var enligt författarna falskt. "Maskinkulturen erövrar oemotståndligt världen, medan kampen för det sköna förlorar sig själv i verklighetsfrämmande esteticism". Det funktionella är automatiskt även det sköna.

### Stadsplanering
De moderna arkitekterna var kritiska till miljön i de stora industristäderna där tung förorenande industri blandades med bostäder. De ansåg att staden borde delas upp i zoner för olika ändamål (zonering). Industri och arbetsplatser för sig, bostäder för sig och rekreationsområden för sig. 
Många bostadskvarter i de stora städerna var mycket tätt bebyggda och lägenheterna mörka, trånga och opraktiska. Istället för att bygga i kvarter med hus längs gatorna på alla sidor förespråkades ett öppet byggnadssätt med så kallade lamellhus, det vill säga friliggande rektangulära byggnadskroppar som skulle placeras parallellt på ett visst avstånd så att solen skulle nå till alla lägenheter. Genom att studera solvinklar kunde man räkna ut det minsta avstånd som erfordrades för ett hus med en viss höjd. Husen skulle placeras i ett parklandskap så att det fanns god tillgång till grönområden i bostädernas närhet. Målet var att skapa likvärdiga bostadsmiljöer för alla med god tillgång till ljus och luft.

### Estetik
Funktionalisterna själva betraktade inte funktionalismen som en ny stil utan som en arbetsmetod: husen skulle formas genom teknisk och funktionell analys utan estetiska överväganden. Det ändamålsenliga var också "det sköna".
Om funktionalismens skönhetsvärden skrev Uno Åhrén 1926: Den är tillbakadragen, opersonlig och har [...] mycket litet av yttre kännetecken gemensamma med den fria konsten. Den är bäst när man inte alls tar notis om den.

## Funktionalismen i Sverige

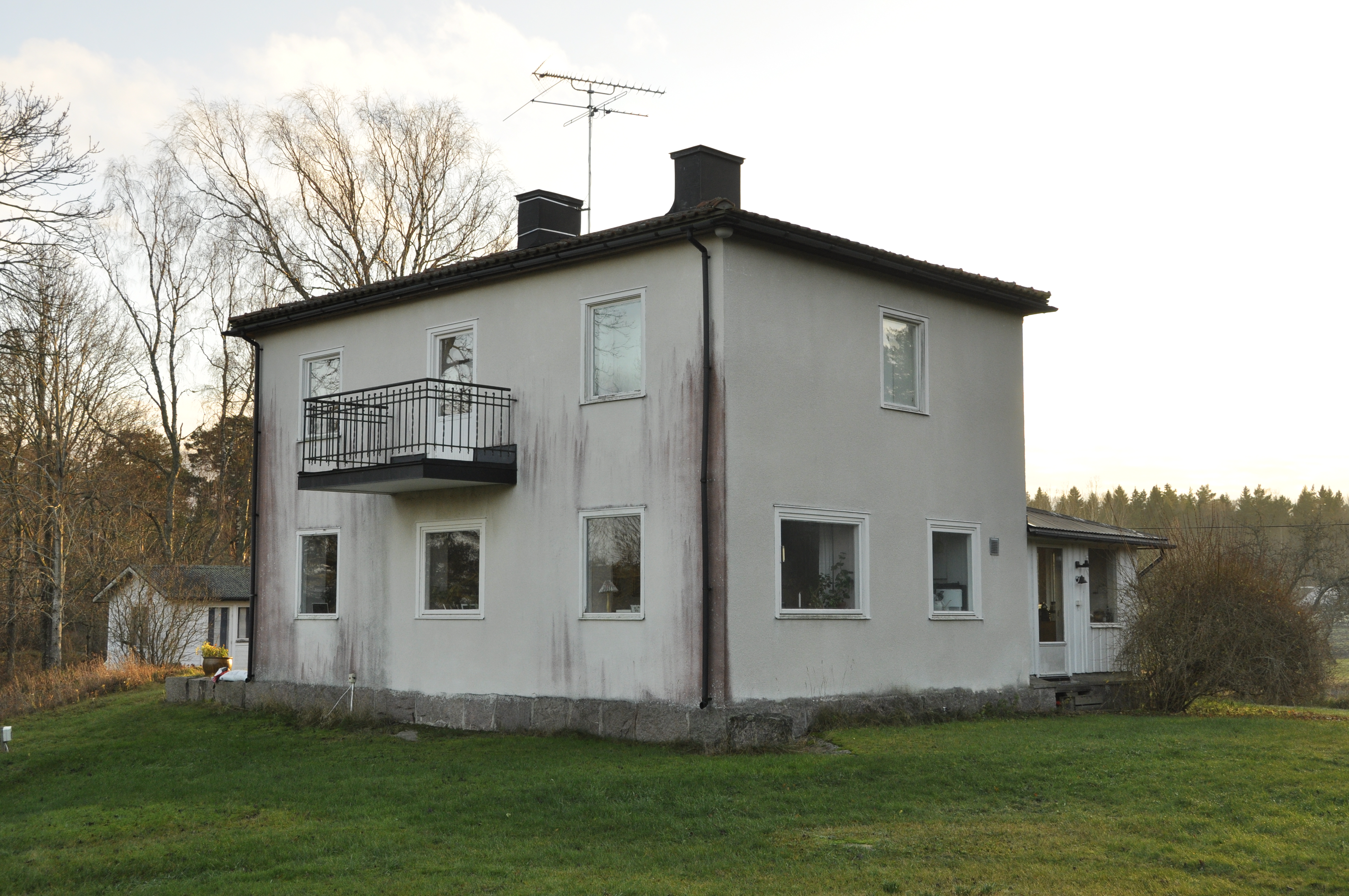
Kårboda f.d. orangeri efter ombyggnad under femtiotalet till funkis.

I Sverige började de nya strömningarna uppmärksammas i mitten av 1920-talet. Den som först introducerade idéerna var Uno Åhrén som hade imponerats av Le Corbusiers paviljong Esprit Nouveau på världsutställningen i Paris år 1925. Åhrén skrev flera positiva artiklar om den nya arkitekturen och han kom att bli rörelsens främste ideolog i Sverige. Åhrén medverkade också vid Stockholmsutställningen 1930, ett arrangemang som brukar betraktas som funktionalismens genombrott i Sverige. Chefsarkitekt var Erik Gunnar Asplund och han utformade lätta transparenta utställningspaviljonger i funkisstil. 
År 1928 ritade Sven Markelius tillsammans med Åhrén kårhuset vid Tekniska Högskolan i Stockholm, vilken var den första större offentliga funktionalistiska byggnaden i Sverige. Han var också arkitekten bakom Helsingborgs konserthus som stod färdigt 1932. Esselte-huset på Vasagatan i Stockholm med Ivar Tengbom som arkitekt räknas till funktionalismens huvudverk i Stockholm. Södra Ängby är en stadsdel i Bromma med cirka 500 funkisvillor uppförda 1933-1939. Området förmodas vara världens största bevarade villaområde i "funkis".
I Sverige fanns även en mera radikal grupp bestående av arkitekterna Sven Markelius, Uno Åhrén, Gunnar Asplund, Eskil Sundahl, Wolter Gahn och konsthistorikern Gregor Paulsson som betraktade funktionalism inte bara som ett arkitektoniskt uttrycksmedel utan även som en livsstil. Sina radikala idéer publicerade de 1931 i debattboken “acceptera“. Även Alva och Gunnar Myrdals Kris i befolkningsfrågan (1934) fångade upp tidens radikala idéer. Se vidare social ingenjörskonst.

### Exempel på svenska funktionalister
- Gunnar Asplund
- Ivar Tengbom
- Birger Jonson
- Sven Markelius
- Uno Åhrén
- Hakon Ahlberg
- Helge Zimdal
- Nils Ahrbom
- Wolter Gahn
- Mogens Mogensen
- Nils Einar Eriksson
- Göran Arnberg
- Paul Hedqvist
- Carl-Axel Stoltz
- Edvin Engström
- Albert Lilienberg
- Ingrid Wallberg

### Exempel på funktionalistiskt formgivna byggnader i Sverige
- Brf Fredhäll (ca 700 lägenheter) på Kungsholmen i Stockholm
- Filadelfiakyrkan, Stockholm
- Övre Johanneberg, Göteborg
  - Brf HSB Johanneberg 1936-37 i Göteborg t.ex. Lindströmsgatan
- Centrumhuset i Göteborg
- Sannaskolan i Göteborg
- Helsingborgs konserthus
- Malmgården i Malmö
- Ribershus i Malmö
- Radhus på Kvarnholmen i Nacka
- Stadsdelen Ladugårdsgärdet i Stockholm
- Villaområdet Tulemarken i Sundbyberg, västra Stockholm
- Villaområdet Södra Ängby i Bromma, västra Stockholm
- Radhus i Ålsten, västra Stockholm
- Bostadsområdet Ekhagen på Norra Djurgården i Stockholm
- Abessinien, Hjorthagen i Stockholm
- Kvarteret Gräset, Södermalm i Stockholm
- Sveaplans Gymnasium i Stockholm
- Kvarteret Marmorn i Stockholm
- Nymble, Kungliga Tekniska högskolans kårhus i Stockholm
- LM-staden vid Telefonplan i Midsommarkransen, södra Stockholm
- Västmanlands-Dala nation i Uppsala
- Falköpings centralstation